# Wesley Saïd
Wesley Saïd (* 19. April 1995 in Noisy-le-Grand) ist ein französisch-komorischer Fußballspieler, der aktuell beim RC Lens in der Ligue 1 spielt.

## Karriere

### Verein

#### Anfänge bei Stade Rennes
Saïd begann seine fußballerische Ausbildung beim Noisy-le-Grand FC, wo er von 2001 bis 2004 spielte. Anschließend wechselte er zur ES Villiers-sur-Marne. Im Jahr 2006 verließ er diese und wechselte in die Jugendakademie von Stade Rennes. Saison 2012/13 kam er bereits zu 15 Einsätzen und fünf Toren für die Zweitmannschaft in der National 3. Zudem stand er bereits die ersten Male im Kader der Profis in der Ligue 1. Am 31. August 2013 (4. Spieltag) gab er in der Startelf stehend sein Ligue-1-Debüt gegen den OSC Lille bei einem 0:0-Unentschieden. In der gesamten Spielzeit 2013/14 spielte er jedoch am Ende nur sechs Ligaspiele und blieb ohne Torerfolg. Für die Saison 2014/15 wurde er an den Zweitligisten Stade Laval verliehen. Dort debütierte er am 12. September 2014 (6. Spieltag), nachdem er bei einem 1:1-Unentschieden gegen die US Orléans eingewechselt wurde. Bei einem weiteren 1:1-Unentschieden gegen LB Châteauroux schoss er, als er über 90 Minuten spielte, das einzige Tor seiner Mannschaft und sein erstes im Profibereich. Bei Laval war er Stammspieler, traf viermal und gab drei Vorlagen in 30 Ligaeinsätzen. Nach seiner Rückkehr wurde er für die kommende Saison 2015/16 an den FCO Dijon verliehen. Am 5. Oktober 2015 (10. Spieltag) wurde er bei einer 0:1-Niederlage gegen den FC Tours spät eingewechselt und debütierte somit für den Verein. Anderthalb Monate später (15. Spieltag) stand er gegen Clermont Foot das erste Mal in der Startelf und schoss direkt sein erstes Tor und gab seine erste Vorlage bei einem 4:1-Sieg. Dennoch war er bei Dijon keine Stammkraft und spielte nur zehnmal wettbewerbsübergreifend und einmal in der Ligue 1 für Rennes in der Frühphase der Saison. Nach der erneuten Rückkehr zu Rennes schoss er am 11. September 2016 (4. Spieltag) gegen SM Caen sein erstes Tor in der Ligue 1 und führte seine Mannschaft so zum 2:0-Sieg. Bei Rennes kam Saïd 2016/17 schon öfter zum Einsatz und spielte wettbewerbsübergreifend 29 Mal, wobei er sechs Treffer erzielen konnte.

#### Mit dem FCO Dijon Stammspieler in der Ligue 1
Nach dem Aufstieg Dijons verließ er Rennes und wechselte zu seinem Exverein, dem neuen Erstligisten. Direkt am ersten Spieltag stand er gegen Olympique Marseille bei einer 0:3-Niederlage in der Startelf und spielte so das erste Ligue-1-Spiel für Dijon. Bei einer 1:4-Niederlage gegen die AS Monaco schoss er den einzigen Treffer seiner Mannschaft und seinen ersten für Dijon in der Ligue 1. Insgesamt spielte er in der Saison 2017/18 31 Mal und traf neunemal, darunter auch einige Doppelpacks. In seiner zweiten Saison als fester Spieler bei Dijon traf er achtmal in insgesamt 42 Spielen. Zudem konnte er seine Mannschaft mit einem Tor und einer Vorlage in der Relegation gegen den RC Lens vor dem Abstieg bewahren.

#### Abstieg zurück in die Ligue 2 mit dem FC Toulouse
Zur Saison 2019/20 wechselte er zum Ligakonkurrenten FC Toulouse. Nach später Einwechslung bei einem 1:0-Sieg gegen seinen Exklub Dijon gab er sein Debüt im neuen Trikot. Bei einem 2:2-Unentschieden gegen den FC Metz schoss er seinen ersten Treffer für seinen neuen Arbeitgeber. Bis zum Ligaabbruch aufgrund von Corona spielte er 23 Mal und traf zweimal. Als Tabellenletzter stieg er mit seinem Team nach einem Gerichtsentscheid in die Ligue 2 ab. Direkt zu Beginn der Folgespielzeit 2020/21 erlitt er einen Kreuzbandriss und fiel die ganze Saison aus.

#### Zurück in der Ligue 1 beim RC Lens
Nach seiner Genesung wechselte Saïd zurück in die Ligue 1 zum RC Lens. Am 12. September 2021 (5. Spieltag) wurde er bei einem 3:2-Sieg über Girondins Bordeaux ausgeliehen und debütierte somit für Lens. Seinen ersten Treffer schoss er nur zwei Wochen später (8. Spieltag) bei einem erneuten 3:2-Sieg gegen Olympique Marseille. Auch bei Lens hatte er Verletzungsschwierigkeiten, kam aber sonst fast immer zum Einsatz.

### Nationalmannschaft
Saïd kam für diverse Juniorennationalmannschaften Frankreichs zum Einsatz. Mit der U17-Nationalmannschaft nahm er an der U17-EM 2012 teil. 2016 spielte er einmal für die U21-Männer der Franzosen.